# Олійник Ярослав Сергійович
Олійник Ярослав Сергійович  (нар.28 лютого 1995, Київ) — піаніст, лауреат міжнародних фортепіанних конкурсів України, Чехії, Німеччини, Франції, Італії та Іспанії.

## Біографія
Народився 28 лютого, 1995 року, в місті Києві. Батько – Олійник Сергій Олексійович (кадровий військовий, профспілковий діяч). Мати – Коробейченко Галина Дмитрівна (Бухгалтер). 
З раннього дитинства захоплюється музикою і спортом. Має червоний пояс по тхеквондо. П'яти-кратний чемпіон Києва та межрегіональних змагань з таеквон-до. 
- У 5 років починає займатися грою на фортепіано і проявляє захоплення до створення власних музичних творів.
- 2001-2005 р. навчання у школі Кияночка і паралельно у Київській дитячій музичній школі № 26.
- 2005-2012 р. навчання у Київській Дитячій Академії Мистецтв по класу фортепіано. Педагог – Шелестова Євгенія Олександрівна.
- 2012-2017 р. навчання у Національній Музичній Академії України (ім. П.І.Чайковського) по класу фортепіано. Педагог – Степаненко Михайло Борисович.

22 червня 2017 року, у центрі Києва, під час вуличного виступу піаніста, біля метро Золоті Ворота, на очах у багатьох людей вбивають батька Ярослава – Сергія Олійника, за те, що він заступився за сина, коли п'яний перехожий почав погрожувати розправою. 
З тих пір, Ярослав Олійник виступає з концертами в пам'ять свого тата.
З 2017 р. по теперішній час активно займається написанням власних музичних творів та популяризацією своєї творчості.

## Конкурси
- З 2009 по 2014 рік виступає на міжнародних фортепіанних конкурсах, де стає лауреатом найпрестижніших премій піаністів з усього світу серед яких:
- I премія - Povoletto, Italy;
- III премія - Padova, Italy;
- II премія - Usti nad Labem, Czech Republic;
- II премія - Bordo, France;
- III премія – Leida, Spain;
- I премія – Kyiv, Ukraine (Конкурс ім. Станковича);
- Диплом за віртуозне виконання на XII молодіжних дельфійських іграх СНГ у Новосибірську (2013р);
- Гран-прі міжнародного конкурсу-фестивалю «Golden Stars of summer».

## Нагороди
У 2016 році нагороджений дипломом лауреата і премією київського міського голови за особливі досягненні молоді у розвитку столиці України – міста-героя Києва у номінації – «творчі досягнення».

## Дискографія
- У 2017 році альбом «Improvisation», в якому виключно імпровізації, які були записані з першої спроби.
- У 2018 році лайв-альбом «Time of Change».

## Сингли
- Mountain River
- On the Verge
- Warrior of Light – композиція присв'ячена пам'яті батька, Сергія Олійника.

## Концерти
- 2017 – сольний концерт в Українському домі
- 2018 – масштабне шоу «Час Змін» в Українському Домі присвячене пам'яті батька, Сергія Олійника
- 2019 – благодійний концерт «GRAND ROCK PIANO SHOW» - 12 квітня композитор презентує нову симфонічну рок-програму, з головним інструментом роялем. Більше 70-ти музикантів на одній сцені прозвучать наживо разом із солістом. Весь прибуток з концерту буде переведений у благодійний фонд «Таблєточкі» і піде на лікування дітей, хворих на рак.[5]

## Виступи
- Концерт пам'яті Сергія Олійника – парк ім.Шевченка.
- Концерт в підтримку української армії на передовій – м.Щастя

## Цікаві факти з життя
1. В 6 років Ярослава не прийняли в музичну школу ім. Лисенко. Педагоги сказали: «Не марнуйте свій час на музику, у нього не має слуху».[6]
2. У цього піаніста є невеличке хобі – подорожувати і поєднувати це з тим, що подобається. Ярослав проїхав на своєму авто більше, ніж 50 000 км, виступаючи на площах і вулицях у 12 країнах Європи, і більше ніж 30-ти містах.[7]
3. У 2014 році майже кожен день грав на фортепіано Євромайдану, і був активним волонтером.[8]
4. В 9 класі перед Ярославом стояв вибір – спорт або музика. Ярослав вибрав музику.[9]

## Телепроєкти
У 2019 році взяв участь у шоу «Дивовижні Люди» на телеканалі «ТРК Україна», продемонструвавши унікальну здібність визначати номер телефону за тоновим набором.